# Марадабад (Марказі)
Марадабад (перс. مراداباد) — село в Ірані, у дегестані Машгад-е Мікан, у Центральному бахші, шахрестані Ерак остану Марказі. За даними перепису 2006 року, його населення становило 185 осіб, що проживали у складі 53 сімей.

## Клімат
Середня річна температура становить 13,24 °C, середня максимальна – 33,11 °C, а середня мінімальна – -9,76 °C. Середня річна кількість опадів – 278 мм.
| Клімат поселення                              | Клімат поселення | Клімат поселення | Клімат поселення | Клімат поселення | Клімат поселення | Клімат поселення | Клімат поселення | Клімат поселення | Клімат поселення | Клімат поселення | Клімат поселення | Клімат поселення | Клімат поселення |
| Показник                                      | Січ.             | Лют.             | Бер.             | Квіт.            | Трав.            | Черв.            | Лип.             | Серп.            | Вер.             | Жовт.            | Лист.            | Груд.            |                  |
| Середній максимум, °C                         | 7,76             | 10,74            | 15,98            | 20,11            | 24,92            | 31,61            | 33,11            | 32,31            | 27,51            | 21,53            | 14,98            | 8,60             |                  |
| Середня температура, °C                       | −1               | 1,98             | 7,21             | 11,33            | 16,16            | 22,84            | 26,82            | 26,02            | 21,23            | 15,24            | 8,69             | 2,30             |                  |
| Середній мінімум, °C                          | −9,76            | −6,79            | −1,55            | 2,57             | 7,39             | 14,07            | 20,54            | 19,73            | 14,95            | 8,95             | 2,40             | −3,99            |                  |
| Норма опадів, мм                              | 40               | 39               | 50               | 33               | 26               | 3                | 1                | 1                | 0                | 12               | 29               | 44               |                  |
| Середньомісячна швидкість вітру, м/с          | 2.08             | 2.08             | 2.92             | 3.04             | 2.78             | 2.60             | 2.66             | 2.50             | 2.23             | 2.28             | 1.80             | 2.00             |                  |
| Середньомісячна сонячна радіація, кДж/м²·день | 9028             | 12556            | 14971            | 18405            | 22370            | 26823            | 25900            | 24082            | 21082            | 15608            | 10959            | 8894             |                  |
| --------------------------------------------- | ---------------- | ---------------- | ---------------- | ---------------- | ---------------- | ---------------- | ---------------- | ---------------- | ---------------- | ---------------- | ---------------- | ---------------- | ---------------- |
| Джерело:                                      |                  |                  |                  |                  |                  |                  |                  |                  |                  |                  |                  |                  |                  |